# The Million Dollar Homepage
The Million Dollar Homepage – strona internetowa stworzona w 2005 r. przez Alexa Tewa, studenta w Wiltshire, w Anglii. Strona główna zawiera milion pikseli podzielonych na obszary po 10 × 10 pikseli. Powierzchnia jest sprzedawana jako miejsce reklamy kupującego w formie prostego obrazka. Koszt takiego obszaru to 100 $ za blok wielkości 10 × 10 pikseli. Na wykupionej powierzchni wyświetla się malutki obrazek, który jest zarazem URL do wybranej strony, a po najechaniu na niego kursorem myszy pokazuje się slogan reklamowy, zdefiniowany przez kupującego. W ten sposób cała przestrzeń na stronie została sprzedana, przynosząc milion dolarów przychodu dla twórcy.
Ranking Alexa plasuje ją na 127. miejscu w rankingu najczęściej odwiedzanych stron w internecie. 1 stycznia 2006, ostatnie 1000 pikseli zostało wystawione na eBay. Aukcja zakończyła się 11 stycznia ze zwycięską ofertą w wysokości 38 100 $. Łączny zysk Tewa wyniósł 1 037 100 $.
Strona była inspiracją dla wielu podobnych serwisów reklamowych. Żaden jednak nie powtórzył sukcesu The Million Dollar Homepage.